# Clubiona saltitans
Clubiona saltitans là một loài nhện trong họ Clubionidae.
Loài này thuộc chi Clubiona. Clubiona saltitans được James Henry Emerton miêu tả năm 1919.